# Элекчян, Сергей Иванович
Сергей Иванович Элекчян (1930 — неизвестно) — советский футболист, нападающий, тренер.
В 1949 году провёл один матч в чемпионате СССР за «Торпедо» Сталинград. В 1950 году играл в первенстве КФК в составе «Металлурга» Сталинград. В 1951—1953 годах выступал во втором эшелоне за «Динамо» Ереван.
Старший тренер клубов «Буревестник» Ереван (1960), «Динамо» Ставрополь (1964 — июнь 1965), «Спартак» Кисловодск (1966).
Работал в футбольном отделении ДЮСШ № 1 Кисловодска. В городе был организован турнир по мини-футболу памяти Элекчяна.